# Mordellistena liljebladi
Mordellistena liljebladi es una especie de coleóptero de la familia Mordellidae. Mide 3.4-4.9 mm.

## Distribución geográfica
Habita en Norteaméica desde la Columbia Británica hasta el estado de Washington.